# Bavayia ornata
Espèce
Synonymes
- Bavayia sauvagei ornata Roux, 1913

Statut de conservation UICN

 EN B1ab(i,ii,iii,v)+2ab(i,ii,iii,v) : En danger
Bavayia ornata est une espèce de gecko de la famille des Diplodactylidae.

## Répartition
Cette espèce est endémique de Nouvelle-Calédonie. Elle se rencontre dans les environs du mont Panié.

## Description
C'est un gecko arboricole, nocturne et insectivore.

## Publication originale
- Roux, 1913 : Les reptiles de la Nouvelle-Calédonie et des îles Loyalty. Nova Caledonia, Recherches scientifiques en Nouvelle-Calédonie et aux Iles Loyalty. Zoologie. vol. 1, L. 2, Sarasin & Roux, C.W. Kreidel’s Verlag, Wiesbaden, vol. 1, p. 79-160 (texte intégral).